# RBM14
RBM14‏ (RNA binding motif protein 14) هوَ بروتين يُشَفر بواسطة جين RBM14 في الإنسان.